# Life for the Taking
Life for the Taking è un album del musicista statunitense Eddie Money, pubblicato dall'etichetta discografica Columbia nel gennaio 1979.
L'album è prodotto da Bruce Botnick. Il brano che dà il titolo al lavoro e Gimme Some Water sono interamente composti dall'interprete, che partecipa alla stesura degli altri.
Dal disco vengono tratti i singoli Maybe I'm a Fool e Can't Keep a Good Man Down.

## Tracce
1. Life For The Taking – 4:45
2. Can't Keep A Good Man Down – 3:37
3. Nightmare – 4:22
4. Gimme Some Water – 3:38
5. Rock And Roll The Place – 3:04
6. Maybe I'm A Fool – 3:04
7. Love The Way You Love Me – 3:37
8. Maureen – 3:35
9. Nobody – 4:40
10. Call On Me – 6:01